# Jeff Bauman
Jeff Bauman (Chelmsford, 2 gennaio 1986) è uno scrittore statunitense coinvolto nell'attentato alla maratona di Boston del 15 aprile 2013, dove perse le gambe mentre stava aspettando la sua fidanzata.
Bauman è noto per aver scritto il libro intitolato Stronger, in cui ripercorre i tragici avvenimenti dell'attentato. Dal libro è stato tratto il film Stronger - Io sono più forte. Jeff Bauman ha fornito un aiuto alle indagini agli inquirenti al fine di identificare un presunto responsabile della strage. Il periodo di riabilitazione, successivo all'inserimento delle protesi, è stato documentato dal fotografo Josh Haner. Questo servizio fotografico ha fatto vincere a Haner il premio Pulitzer.

## Opere
- Stronger, con Bret Witter, Grand Central Publishing, 2014.